# UEFA Euro 2012 (videojuego)
UEFA Euro 2012 es un videojuego de deporte, basado en la Eurocopa 2012. A diferencia de sus videojuegos predecesores, el juego solo podrá ser adquirido mediante descarga digital que se distribuirá como un pack de expansión del FIFA 12, siendo necesario este juego y conexión a internet.

## Selecciones
| - Albania - Alemania - Andorra - Armenia - Austria - Azerbaiyán - Bielorrusia - Bosnia y Herzegovina - Bulgaria - Chipre - Croacia - Dinamarca - Escocia - Eslovaquia - Eslovenia - España - Estonia - Finlandia - Francia - Gales - Georgia - Grecia - Hungría - Inglaterra - Irlanda - Irlanda del Norte | - Islandia - Israel - Islas Feroe - Italia - Kazajistán - Letonia - Liechtenstein - Lituania - Luxemburgo - Malta - Moldavia - Montenegro - Noruega - Países Bajos - Polonia - Portugal - República Checa - Rumanía - Rusia - San Marino - Serbia - Suecia - Suiza - Turquía - Ucrania |

- Datos: Q1066943